# مانگالوئده
مانگالوئده (به انگلیسی: Mangalwedha) یک منطقهٔ مسکونی در هند است که در بخش سولاپور واقع شده‌است. مانگالوئده ۲۱٬۸۲۴ نفر جمعیت دارد.